# The Food Industry Students European Council
The Food Industry Students European Council (FISEC) ist eine internationale Vereinigung von Studierenden lebensmittelbezogener Studiengänge an europäischen Universitäten.
Ziele der Vereinigung sind unter anderem, den Kontakt zwischen Studierenden lebensmittelbezogener Studiengänge und den Universitäten sowie Unternehmen der Lebensmittelbranche zu fördern. Diese Ziele werden u. a. durch die jährlich stattfindenden Veranstaltungen General Assembly und Food Convention verfolgt. Diese Veranstaltungen dienen dazu, den internationalen Kontakt zwischen den Studierenden zu vertiefen und das lebensmittelbezogene Gewerbe des Gastlandes kennenzulernen, unter anderem durch Betriebsbesichtigungen. Bei der General Assembly wird außerdem organisatorischen Erfordernissen einer internationalen Vereinigung Rechnung getragen.
Auf lokaler Ebene existieren an den einzelnen Universitäten sogenannte Local FISEC Committees (LFCs), die die Ziele der Vereinigung auf lokaler Ebene verfolgen, etwa durch Erstellen von Praktikumsdatenbanken oder das Organisieren von Betriebsbesichtigungen. Zurzeit existieren LFCs in Serbien, Kroatien, Mazedonien, Spanien, Frankreich, Belgien, Portugal, Italien, Deutschland, Bulgarien und Bosnien-Herzegowina. In Deutschland existieren LFCs in Berlin und München. 